# Aproopta
Aproopta é um gênero de traça pertencente à família Agonoxenidae.